# Agriotherium
Agriotherium — викопний рід ведмедів, скам'янілості яких знайдені в міоцені через плейстоценові шари Північної Америки, Європи, Африки та Азії. Рід існував принаймні ~11,6—2,5 млн р. т..
Аналіз характеру зносу зубів, і щелеп визначає, що агріотерій є всеїдною твариною. Агріотерій не мав сили чи швидкості, необхідних для активного полювання, як із засідки, так і для переслідування здобичі. Він також не мав довгих кігтів і підвищеної сили передніх кінцівок, характерних для ссавців, які копають їжу. Отже, він їв рослинний матеріал, безхребетних і відлякував хижаків від туш.
Дуже великий розмір був би необхідний для крадіжки та захисту туш у середовищі, де панують деякі з найпотужніших хижих ссавців, які коли-небудь жили, наприклад, Amphimachairodus, Epicyon і Barbourofelis.